# Linda Hayden
Linda Hayden (Stanmore, Middlesex; 19 de enero de 1953) es una actriz británica

## Carrera
Hayden debutó como actriz a la edad de 15 años, en el film Baby Love (1968), interpretando a una estudiante que seduce a su familia adoptiva. Sus siguientes películas fueron: Taste the blood of Dracula, (1970), con Christopher Lee en el papel protagónico, seguida de una memorable actuación como la mujer poseída en Blood on Satan's Claw (1971).
También actuó en las películas: Night Watch (1973), con Elizabeth Taylor, Madhouse (1974), con Vincent Price y Peter Cushing, Old Drac (1974), con David Niven, The Boys from Brazil (1978), con Gregory Peck.

## Filmografía
- Baby Love (1968)
- Taste the Blood of Dracula (1970)
- Blood on Satan's Claw (1971)
- La redada (1971)
- Something to Hide (1972)
- Night Watch (1973)
- Old Drac (1974)
- Madhouse (1974)
- Confessions of a Window Cleaner (1974)
- Trauma (1976)
- Queen Kong (1976)
- Confessions of a Summer Camp Councillor (1977)
- Let's Get Laid (1978)
- Fox Mystery Theater (1986)
- The Return of Sam McCloud (1989)
- Expose (2009)